# 越榄
越榄（学名：Canarium tonkinense）为橄榄科橄榄属的植物。分布在越南以及中国大陆的云南等地，生长于海拔170米至180米的地区，多生长于野生，目前尚未由人工引种栽培。

## 别名
黄榄（郎） 果（云南河口）